# Zuiderzee College
Het Zuiderzee College is een middelbare school voor voortgezet onderwijs in Zaandam, achter het Zaans Medisch Centrum en grenzend aan het Burgemeester In 't Veldpark. Het Zuiderzee College is een Nederlandse vmbo-school met ongeveer 700 leerlingen.

## Gebouw
Op 1 augustus 2008 is het Zuiderzee College gestart onder de naam Compas VMBO. Met ingang van 1 augustus 2012 zijn de twee voormalige locaties van deze VMBO verenigd in een gebouw aan de Zuiderzee. Met iedereen onder één dak gaat de school verder onder de nieuwe naam Zuiderzee College.

## Samenwerkingsverband Zaanstreek (SVZ)
De scholen van OVO Zaanstad zijn aangesloten bij het Samenwerkingsverband Zaanstreek. In dit samenwerkingsverband werken de scholen in Zaanstad nauw samen aan een goede structuur voor leerlingen met specifieke ondersteuningsbehoeften. Deze is speciaal voor leerlingen die ondanks de zorg in en om de school, toch het reguliere onderwijs tijdelijk (of permanent) niet aankunnen en dreigen het onderwijs te verlaten.
Het SVZ heeft een aantal onderwijsvoorzieningen voor leerlingen die specifieke begeleiding nodig hebben. De voorzieningen zijn ondergebracht in het orthopedagogisch didactisch centrum Saenstroom.